# Липеновићи
Липеновићи су насељено мјесто у општини Братунац, Република Српска, БиХ. Према попису становништва из 2013. у насељу је живјело само 4 становника.

## Географија
Обухвата подручје од 786 хектара.

## Становништво
Према попису становништва из 1991. године, мјесто је имало 226 становника.
| Демографија | Демографија | Демографија |
| Година      | Становника  | Становника  |
| ----------- | ----------- | ----------- |
| 1961.       | 328         |             |
| 1971.       | 354         |             |
| 1981.       | 348         |             |
| 1991.       | 238         |             |